# Guerin Sportivo
Guerin Sportivo est un mensuel sportif italien fondé en 1912 à Turin par Giulio Corradino Corradini, Ermete Della Guardia, Mario Nicola, Nino Salvaneschi, Alfredo Cocchi et Giuseppe Ambrosini.

## Histoire
En Italie, ce magazine est aussi connu sous le nom de Verdolino, en raison du papier vert utilisé anciennement pour son impression. À l'origine, il s'agit d'un quotidien, mais il change de périodicité et de format, donnant plus d'importance aux photos, au milieu des années 1970. Il devient ensuite un magazine et s'établit à Bologne.
Cette revue décerne deux prix : le Guerin d'or (en italien Guerin d'Oro) au meilleur joueur du championnat d'Italie de football et le Trophée Bravo au meilleur joueur européen de moins de 21 ans.